# Лозовая (Хмельницкий район)
Лозо́вая (укр. Лозова) — село на Украине, находится в Хмельницком районе Винницкой области.
Код КОАТУУ — 0524884501. Население по переписи 2001 года составляет 245 человек. Почтовый индекс — 22054. Телефонный код — 4338.
Занимает площадь 1,1 км².
В селе действует храм Преподобного Антония Великого Хмельницкого благочиния Винницкой епархии Украинской православной церкви.

## Адрес местного совета
22054, Винницкая область, Хмельницкий р-н, с. Лозовая, ул. Ленина, 25а